# Myra Station
Myra Station (Myra stasjon eller Myra holdeplass) var en jernbanestation på Drammenbanen, der lå i Myra i Bærum kommune i Norge.
Stationen blev åbnet som trinbræt under navnet Marstrander bro 1. november 1931, men den skiftede navn til Myra kun 17 dage efter. Stationen bestod af to spor med hver sin sideliggende perron og var forsynet med privat billetsalg fra 1932 til 26. januar 1964. Den lå i et boligområde med flere skoler lige ved men svækkedes dog af, at der kun var 660 meter til Stabekk Station. Betjeningen med persontog ophørte 3. juni 1973, og i august 1978 blev stationen nedlagt.